# Velika Župa
Velika Župa (izvirno srbsko Велика Жупа) je nekdanje naselje v Srbiji, ki upravno spada pod Občino Prijepolje; slednja pa je del Zlatiborskega upravnega okraja.